# August Lukin
August Lukin (Pseudonym Kusta Ükspere, * 4. Novemberjul. / 16. November 1888greg. in Tartu; † 25. Januar 1942 in Leningrad) war ein estnischer Schriftsteller und Journalist.

## Leben und Werk
Lukin absolvierte 1903 die Volksschule in Tartu und arbeitete danach als Setzerlehrling in einer Druckerei. Er beteiligte sich aktiv an der Revolution von 1905 und organisierte 1906 in Tartu eine Untergrunddruckerei der Sozialdemokratischen Arbeiterpartei Russlands. Später arbeitete er bei einer Tartuer Druckerei, 1912 war er im Zusammenhang mit einem Streik der Druckereiarbeiter kurzzeitig inhaftiert. Nach der bolschewistischen Machtübernahme 1917 organisierte er die Roten Garden in Tartu, floh dann aber vor der deutschen Besetzung Estlands im Ersten Weltkrieg nach Petrograd und kehrte im Zuge des Estnischen Freiheitskriegs Ende 1918 nach Estland zurück. Dort befasste er sich unter anderem mit dem Aufbau einer Felddruckerei in Võru.
Ab 1919 war er wieder in Sowjetrussland, wo er vornehmlich als Journalist tätig war. Nach der Sowjetisierung Estlands kehrte er erneut nach Estland zurück, nur um infolge des deutschen Überfalls auf die Sowjetunion wieder nach Osten zu fliehen. Während der Leningrader Blockade redigierte er dort eine estnische Zeitung, starb aber bald an Unterernährung.
Lukins lyrisches Werk ist geprägt vom Marxismus, in einer sowjetestnischen Publikation wird er als „ideensicherer Sänger des proletarischen Kampfes“ charakterisiert, wenngleich hier bereits gesehen wird, dass die Form seiner Gedichte oft holprig sei und die Bildsprache wenig poetisch. Da seine Gedichtbände in Leningrad erschienen sind und er später nicht in estnische Anthologien aufgenommen worden ist, ist sein Werk heutzutage in Estland nahezu unbekannt.

## Bibliografie
- Võitluse helinad ('Kampfesklänge'). Eesti Kirjastuse Ühisus, Leningrad 1925. 64 S.
- Virgunud maa ('Das erwachte Land'). Külvaja, Leningrad 1932. 55 S.

## Sekundärliteratur
- Eduard Päll: Eesti nõukogude kirjanduse arenemisest NSV Liidus enne 1940. aastat, in: Keel ja Kirjandus 4–5/1958, S. 193–213; 6/1958, S. 324–338.